# Aruana vanstraeleni
Aruana vanstraeleni är en spindelart som först beskrevs av Roewer 1938.  Aruana vanstraeleni ingår i släktet Aruana och familjen hoppspindlar. Inga underarter finns listade i Catalogue of Life.